# MOS Technology
MOS Technology američka je tvrtka koju je osnovalo osoblje koje je tijekom ranih sedamdesetih godina napustilo Motorolu. Tvrtka je stekla reputaciju dizajnom i proizvodnjom procesora MOS6502.
Ideja vodilja nove tvrtke bila je dizajn i izgradnja mikroprocesora za računske strojeve (kalkulatore). MOS-ov novi mikroprocesor imena MOS 6501 imao je isti raspored nožica kao i Motorolin 6800 zbog čega ga je Motorola blokirala tužbom. Izmjenom rasporeda nožica na mikroprocesoru i promjenom pojedinih naredbi MOS je 1975. godine objavio novu jedinicu, MOS 6502. Zbog cijene i dobrih svojstava za svoje vrijeme 6502 postaje izbor mnogih konstruktora računara i računskih strojeva. 
Ulaskom na tržište mikroračunala tvrtka Commodore kupuje MOS Technology 1978. godine da bi osigurala dovoljno mikroprocesora za svoje proizvode te da ne bi ovisila o drugim proizvođačima. Ovom strateškom kupnjom započinje zlatno doba MOS-a koji kao odvojeni odjel novog vlasnika, poslije preimenovan u Commodore Semiconductor Group (CSG), proizvodi procesore za sva 8-bitna računala Commodore.
Bez posebnog poslovnog cilja, MOS je pregazilo vrijeme jer se tržište poluvodiča, posebno mikroprocesora, promijenilo kao i poslovni uspjeh matične tvrtke Commodore. Bankrot Commodorea tijekom 1994. godine predstavlja i kraj tvrtke MOS Technology. Bivši menadžeri Commodorea pokušali su spasiti ovaj odjel njegovim kupovanjem, ali ovaj pokušaj oživljavanja završava 2001. godine.
Danas procesor MOS6502, odnosno njegovu unaprijeđenu varijantu MOS65C02, dizajnira i na tržištu objavljuje tvrtka The Western Design Center.

## MOS proizvodi/procesori
- KIM-1, jednopločno računalo zasnovano na MOS6502 procesoru
- MOS 4510
- MOS 6501, pin-kompatibilan s Motorola 6800
- MOS 6502, osnova kasnijih procesora odjela MOS
- MOS 65C02, unaprijđena varijanta MOS6502
- MOS 6507, korišten u Atari 2600
- MOS 6508
- MOS 6509, korišten u Commodore CBM-II
- MOS 6510, korišten u Commodore 64
- MOS 6520
- MOS 6522, korišten u Commodore i Apple
- MOS TPI
- MOS CIA, korišten u Commodore i Amiga
- MOS SPI
- MOS RRIOT
- MOS 6532, korišten u Atari 2600
- MOS 6540
- MOS 6545
- MOS 6551, korišten u Commodore, Apple i Apple II
- MOS VIC, grafika i zvuk u Commodore VIC-20
- MOS VIC-II, korišten u Commodore 64 i Commodore 128
- MOS SID, zvučni čip za Commodore 64 i 128
- MOS TED, korišten u Commodore Plus/4 i Commodore 16
- MOS 8500, korišten u Commodore 64
- MOS 8501
- MOS 8502, korišten u Commodore 64
- MOS 8551
- MOS VDC, korišten u Commodore 128
- MOS 8568, korišten u Commodore 128

## Vanjske poveznice
- The Western Design Center